# Pasithee (satelit)
Pasithee /pa.si'te.e/, cunoscut și sub numele de Jupiter XXXVIII, este un satelit retrograd neregulat al lui Jupiter . A fost descoperit de o echipă de astronomi de la Universitatea din Hawaii condusă de Scott S. Sheppard⁠(d) în 2001 și a primit denumirea temporară S/2001 J 6 .  
Pasithee are aproximativ 2 kilometri în diametru și orbitează în jurul lui Jupiter la o distanță medie de 23.307.000 km în 711,12 zile, la o înclinare de 166° față de ecliptică (164° față de ecuatorul lui Jupiter), în direcție retrogradă și cu o excentricitate de 0.3289.
A fost numit în august 2003 după Pasithee, una dintre Grații, zeițele farmecului, frumuseții, naturii, creativității umane și fertilității, fiicele lui Zeus (Jupiter) cu Eurynome⁠(d) .  Pasithea, mai bine cunoscută sub numele de Aglaea, este soția lui Hypnos (Somnul) și prezidează halucinațiile și halucinogenele.
Aparține grupului Carme, alcătuit din sateliți retrograzi neregulați care orbitează în jurul lui Jupiter la o distanță cuprinsă între 23 și 24 Gm și la o înclinație de aproximativ 165°.